# Пивабиска (озеро)
Пивабиска (англ. Lake Pivabiska, фр. Lac Pivabiska) — озеро в округе Кокран в Северо-Восточном Онтарио, Канада. Оно находится в бассейне залива Джеймс и является источником реки Пивабиска. Территория вокруг реки достаточно малонаселённая, около шестнадцати жителей на квадратный километр. Высота над уровнем моря — 232 м.

## Климат
В окрестностях озера преобладают смешанные леса. Регион находится в субарктической климатической зоне, из-за чего среднегодовая температура в регионе — 0 °C. Самым теплым месяцем является июль, когда средняя температура составляет 17 °C, а самым холодным — январь с температурой −21 °C. Среднегодовая норма осадков — 1166 миллиметров. Самым дождливым месяцем является октябрь, в среднем 155 мм осадков, а самым сухим — февраль, 48 мм осадков.
| Климатограмма Пивабиска                              | Климатограмма Пивабиска | Климатограмма Пивабиска | Климатограмма Пивабиска | Климатограмма Пивабиска | Климатограмма Пивабиска | Климатограмма Пивабиска | Климатограмма Пивабиска | Климатограмма Пивабиска | Климатограмма Пивабиска | Климатограмма Пивабиска | Климатограмма Пивабиска |
| ---------------------------------------------------- | ----------------------- | ----------------------- | ----------------------- | ----------------------- | ----------------------- | ----------------------- | ----------------------- | ----------------------- | ----------------------- | ----------------------- | ----------------------- |
| Я                                                    | Ф                       | М                       | А                       | М                       | И                       | И                       | А                       | С                       | О                       | Н                       | Д                       |
| 61 −19 −23                                           | 48 −15 −18              | 61 −8 −14               | 76 5 −7                 | 104 15 3                | 135 20 9                | 132 21 13               | 83 20 11                | 137 15 6                | 155 7 −1                | 117 −3 −11              | 59 −15 −19              |
| Температура в °C • Сумма осадков в мм Источник: НАСА |                         |                         |                         |                         |                         |                         |                         |                         |                         |                         |                         |

## Гидрология
- Основной приток — река Валентайн, вытекающая из озера Вулверин на Западе;
- Вторичный приток — Пивабиска, текущая из озера Сент-Терез на Востоке.
- Основным стоком, на Северо-Востоке, является река Пивабиска, которая течет через реки Миссинайби и реку Мус в залив Джеймс.

## Притоки
- Река Пивабиска
- Река Валентайн